# Clayton (futebolista)
José Clayton Menezes Ribeiro, mais conhecido como Clayton (São Luís, 21 de março de 1974), é um ex-futebolista brasileiro naturalizado tunisino que atuava como meio-campista e ala-esquerdo.

## Carreira
Teve sua carreira ligada ao futebol tunisiano, jogando nos dois principais times do país, o Étoile du Sahel e Esperance ST. Jogou também na França, Qatar e Turquia.

## Seleção da Tunísia
Naturalizou-se tunisiano e disputou as Copas de 1998 e 2002 e também os Jogos Olimpicos de 2000, como jogador de sobre-idade, ou seja, com mais de 23 anos.

## Títulos
Étoile du Sahel
- Taça da Tunísia: 1995
- Campeonato Tunisiano: 1997
- Recopa Africana: 1997
- Supercopa da CAF: 1998

Espérance ST
- Campeonato Tunisiano: 2001, 2002, 2003

Seleção Tunisiana
- Campeonato Africano das Nações: 2004

Al Sadd
Liga do Catar: 2005-06